# La mia pistola per Billy
La mia pistola per Billy (Billy Two Hats) è un film del 1974 diretto da Ted Kotcheff. Girato in Israele, La mia pistola per Billy è tratto da una sceneggiatura dello scozzese Alan Sharp, autore di Rob Roy e Nessuna pietà per Ulzana.

## Produzione
Il film è stato girato in Israele.